# Aiguamúrcia
Aiguamúrcia (em catalão e oficialmente) ou Aiguamurcia (em castelhano) é um município da Espanha na comarca de Alt CampAlt Camp, província de Tarragona, comunidade autónoma da Catalunha. Tem 73,2 km² de área e em 2021 tinha 960 habitantes (densidade: 13,1 hab./km²).

## Demografia
| Variação demográfica do município entre 1991 e 2004[carece de fontes?] | Variação demográfica do município entre 1991 e 2004[carece de fontes?] | Variação demográfica do município entre 1991 e 2004[carece de fontes?] | Variação demográfica do município entre 1991 e 2004[carece de fontes?] |
| ---------------------------------------------------------------------- | ---------------------------------------------------------------------- | ---------------------------------------------------------------------- | ---------------------------------------------------------------------- |
| 1991                                                                   | 1996                                                                   | 2001                                                                   | 2004                                                                   |
| 614                                                                    | 648                                                                    | 690                                                                    |                                                                        |